# Amphilemuridae
Amphilemuridae (лат.) — семейство вымерших млекопитающих из отряда прыгунчиков (Macroscelidea), живших во времена палеогена (59,2—26,3 млн лет назад) на территории Европы, Северной Америки и Азии.

## Классификация
По данным сайта Fossilworks, на апрель 2017 года в семейство включают 9 вымерших родов:
- Роды incertae sedis
  - Alsaticopithecus Hürzeler, 1947 (1 вид)
  - Amphilemur Heller, 1935 (1 вид)
  - Gesneropithex Hürzeler, 1946 (1 вид)
  - Macrocranion Weitzel, 1949 (7 видов)
  - Neomatronella Russell et al., 1975 (2 вида)
  - Pholidocercus von Koenigswald & Storch, 1983 (1 вид)
  - Zionodon Dunn & Rasmussen, 2009 (2 вида)
- Подсемейство Hylomysoidinae Tong & Wang, 2006 — жили на территории современного Китая
  - Hylomysoides Tong & Wang, 2006 (1 вид)
  - Qilulestes Tong & Wang, 2006 (1 вид)